# 824 v.Chr.
Het jaar 824 v.Chr. is een jaartal volgens de christelijke jaartelling.

## Gebeurtenissen

### Assyrië
- Koning Shamshi-Adad (824 - 810 v.Chr.) regeert over het Assyrische Rijk.
- Een burgeroorlog verzwakt het rijk, Assur-danin-pal maakt aanspraak op de troon van Assur.
- Aan het einde van de regering Salmanassar, wordt door diens zoon Sjamsjiadad V met de hulp van Babylon onderdrukt. Hierdoor kan de stad Assur zich handhaven tegen de Meden.

## Overleden
- Salmanasser III, koning van Assyrië